# Аронов, Гелий Ефимович
Гелий Ефимович Аронов (28 июля 1932 года, Киев — 4 мая 2016 года, Киев) — учёный-медик, доктор медицинских наук (1979). Заведующий научно-исследовательским учреждением Национального медицинского университета имени А. А. Богомольца.
Писатель, член Национального союза писателей Украины (с 1997 г.), историк медицины, биограф Ф. Г. Яновского. Редактор альманаха «Егупец» (1995—2015).
Мастер спорта СССР по академической гребле.

## Биография
Родился 28 июля 1932 года в Киеве в семье служащих.
В 1958 году окончил Киевский медицинский институт им. А. А. Богомольца. С 1958 по 1959 год работал врачом-хирургом в Хатанге. Затем до 1989 года работал врачом «скорой помощи». С 1989 года заведовал научно-исследовательским учреждением Национального медицинского университета имени А. А. Богомольца.
С 1969 года печатался как прозаик и поэт. С 1995 года работал редактором альманаха «Егупец».
В 1979 году защитил докторскую диссертацию.
Умер 4 мая 2016 года в Киеве.

## Публикации
Автор множества научных работ (более 200).

### Книги
- «Великолепная восьмёрка» (1971).
- Виктор Лонгский, Гелий Аронов. Что вам сказать про высоту? (1972)[4].
- «Пеле из Степных Мячиков» (1973).
- Игорь Емчук, Гелий Аронов. Одержимость. Букинистическое издание (1975).
- Гелий Ефимович Аронов, Михаил Яковлевич Гольдштейн, Юрий Яковлевич Фиалков, Юрий Вадимович Шанин. На байдарці — за снагою. — К.: Изд-во «Здоров'я», 1980. — 103 с. Рецензент мастер спорта СССР Г. К. Воспитанников. (укр.)
- «Счастливчик» (1987).
- Г. Е. Аронов, Н. И. Иванова. Иммунологическая реактивность при различных режимах физических нагрузок (1987).
- Г. Е. Аронов. Феофил Гаврилович Яновский. — К. : Наук. думка, 1988. ISBN 5-12-000328-1.
- «Следствие по факту смерти» (1991).
- «На плечах гигантов» (1996).
- «Стася» (2000).
- Аронов Г. Как я был… (Книга прозы). — К.: Институт иудаики, 2000. — 204 с. ISBN 966-7273-08-3.
- «Письма незнакомки» (2002).
- «Повести разных лет» (2002).